# Nikolaos Panagiotopoulos
Nikolaos Panagiotopoulos (griechisch Νικόλαος Παναγιωτόπουλος; * 30. Oktober 2002) ist ein griechischer Leichtathlet, der sich auf den Sprint spezialisiert hat.

## Sportliche Laufbahn
Erste internationale Erfahrungen sammelte Nikolaos Panagiotopoulos im Jahr 2021, als er bei den U20-Balkan-Meisterschaften in Istanbul in 10,52 s die Bronzemedaille im 100-Meter-Lauf gewann und über 200 Meter in 21,65 s die Silbermedaille sicherte. Anschließend schied er bei den U20-Europameisterschaften in Tallinn mit 10,60 s im Halbfinale über 100 Meter aus und belegte mit der griechischen 4-mal-100-Meter-Staffel in 41,44 s den achten Platz. Daraufhin kam er bei den U20-Weltmeisterschaften in Nairobi mit 10,67 s nicht über den Vorlauf über 100 Meter hinaus und gelangte mit der Staffel mit 40,07 s auf Rang sechs. 2023 belegte er bei den U23-Europameisterschaften in Espoo in 39,09 s den vierten Platz im Staffelbewerb, ehe er bei den Balkan-Meisterschaften in Kraljevo mit 10,71 s in der Vorrunde über 100 Meter ausschied. Im Jahr darauf belegte er bei den Balkan-Meisterschaften in Izmir in 10,31 s den sechsten Platz über 100 Meter und gewann mit der Staffel in 39,59 s die Silbermedaille. Kurz darauf wurde er mit der Staffel bei den Europameisterschaften in Rom in 39,39 s Siebter. 2025 schied er bei den Halleneuropameisterschaften in Apeldoorn mit 6,74 s in der ersten Runde über 60 Meter aus. Ende Juni wurde er bei der 1. Liga der Team-Europameisterschaft in Madrid in 38,98 s Dritter im B-Lauf über 4-mal 100 Meter, ehe er bei den Balkan-Meisterschaften in Volos in 39,03 s die Goldmedaille gewann. Zudem verpasste er dort mit 10,60 s den Finaleinzug über 100 Meter.
2024 wurde Panagiotopoulos griechischer Meister im 100-Meter-Lauf.

## Persönliche Bestleistungen
- 100 Meter: 10,31 s (+0,9 m/s), 25. Mai 2024 in Izmir
  - 60 Meter (Halle): 6,74 s, 8. März 2025 in Apeldoorn
- 200 Meter: 20,99 s (+1,4 m/s), 15. Juni 2025 in Trikala
  - 200 Meter (Halle): 21,34 s, 18. Februar 2024 in Piräus